# Airdrie (Canada)
Pour les articles homonymes, voir Airdrie.
Airdrie est une ville de l'Alberta, au Canada, située juste au nord de Calgary dans le corridor Calgary-Edmonton. La ville d'Airdrie fait partie de l'aire de recensement de la région métropolitaine de Calgary et est membre du Calgary Regional Partnership (CRP). À cause de sa proximité avec Calgary, la population d'Airdrie a explosé récemment. Les limites de la cité sont toutes comprises dans le comté rural de Rocky View.
Au recensement de 2006, on y a dénombré une population de 28 927 habitants. Selon le recensement de 2011, la population de Airdrie était de 42 564, soit une augmentation de 47 % en cinq ans.
Airdrie fut d'abord établie comme village de chemin de fer en 1889 durant la construction du chemin de fer Calgary & Edmonton. Aujourd'hui, Airdrie est une ville-dortoir et un centre industriel.

## Démographie
| 2001   | 2006   | 2011   | 2016   |
| ------ | ------ | ------ | ------ |
| 20 407 | 28 927 | 43 271 | 61 581 |

## Connaissance des langues officielles
Selon le recensement de la population du Canada effectué en 2011, 99,7 % des habitants de la cité déclarent avoir des connaissances en anglais et 7,04 % en français. L'anglais et le français sont aussi les deux langues maternelles les plus répandues avec respectivement 91,1 % et 1,71 % de la population.